# فرانچسکو آنتونیولی
فرانچسکو آنتونیولی (ایتالیایی: Francesco Antonioli؛ زادهٔ ۱۴ سپتامبر ۱۹۶۹) یک بازیکن فوتبال اهل ایتالیا است.